# Dudley Le Souef
William Henry Dudley Le Souef (1856-1923) fue un ornitólogo australiano miembro fundador y Secretario de la Royal Australasian Ornithologists Union (Raou) en 1901, que también actuó como presidente de ese organismo en 1907-1909. Su colección de huevos fue vendida a Henry Luke White, convirtiéndose en parte de la H. L. White Collection que pasó al Museo Nacional de Victoria.
Le Souef era hijo de Albert Alexander Cochrane Le Souef y hermano de Ernest Albert Le Souef y Albert Sherbourne Le Souef. 